# 史玉波
史玉波（1954年10月—），男，河北枣强人，中华人民共和国政治人物，曾任国家电力监管委员会党组成员、副主席，国家能源局副局长，第十二届全国政协委员。